# Boldiouk et Bradock
 (mars 2022).
La mise en forme du texte ne suit pas les recommandations de Wikipédia : il faut le « wikifier ».
Les points d'amélioration suivants sont les cas les plus fréquents :
- Les titres sont pré-formatés par le logiciel. Ils ne sont ni en capitales, ni en gras.
- Le texte ne doit pas être écrit en capitales (les noms de famille non plus), ni en gras, ni en italique, ni en « petit »…
- Le gras n'est utilisé que pour surligner le titre de l'article dans l'introduction, une seule fois.
- L'italique est rarement utilisé : mots en langue étrangère, titres d'œuvres, noms de bateaux, etc.
- Les citations ne sont pas en italique mais en corps de texte normal. Elles sont entourées par des guillemets français : « et ».
- Les listes à puces sont à éviter, des paragraphes rédigés étant largement préférés. Les tableaux sont à réserver à la présentation de données structurées (résultats, etc.).
- Les appels de note de bas de page (petits chiffres en exposant, introduits par l'outil «  Source ») sont à placer entre la fin de phrase et le point final[comme ça].
- Les liens internes (vers d'autres articles de Wikipédia) sont à choisir avec parcimonie. Créez des liens vers des articles approfondissant le sujet. Les termes génériques sans rapport avec le sujet sont à éviter, ainsi que les répétitions de liens vers un même terme.
- Les liens externes sont à placer uniquement dans une section « Liens externes », à la fin de l'article. Ces liens sont à choisir avec parcimonie suivant les règles définies. Si un lien sert de source à l'article, son insertion dans le texte est à faire par les notes de bas de page.
- La présentation des références doit suivre les conventions bibliographiques. Il est recommandé d'utiliser les modèles {{Ouvrage}}, {{Chapitre}}, {{Article}}, {{Lien web}} et/ou {{Bibliographie}}. Le mode d'édition visuel peut mettre en forme automatiquement les références.
- Insérer une infobox (cadre d'informations à droite) n'est pas obligatoire pour parachever la mise en page.

Pour une aide détaillée, merci de consulter Aide:Wikification.
Si vous pensez que ces points ont été résolus, vous pouvez retirer ce bandeau et améliorer la mise en forme d'un autre article.
 (février 2022).
Boldiouk et Bradock est une web-série créée par Théophile Mou et écrit par Romuald Dagry, Ianis Habert, Alexandre Mailleux, Théophile Mou et Tom Vander Borght. Le pilote a été mis en ligne sur le site de la RTBF le 15 mai 2018. Ce pilote a remporté le vote du public organisé par la RTBF et a décroché une enveloppe de production pour une saison complète diffusée à partir du 6 février 2019. La web-série est diffusée sur les plateformes Youtube, Facebook et Auvio. En juillet 2020, ICI Tou.tv propose Boldiouk et Bradock dans son catalogue,.
La série raconte l'histoire de Boldiouk, un gars paumé au beau milieu d'un monde aussi fantastique qu'imprévisible. Il y rencontre Bradock, un énergumène haut en couleur qui deviendra son acolyte de toujours.

## Synopsis
Boldiouk (Loïc Buisson), un jeune scénariste en panne d’inspiration et incapable de terminer la moindre histoire, se retrouve plongé dans un monde habité par ses créations inachevées: le Schpountz. Avec l’aide de Bradock (Alexandre Hérault), un homme fou et impulsif à la chevelure étrange, parviendra-t-il à affronter les dangers de ce monde pour rentrer chez lui sain et sauf ?

## Distribution
| Acteur              | Personnage          |
| ------------------- | ------------------- |
| Loïc Buisson        | Boldiouk            |
| Alexandre Hérault   | Bradock             |
| Sarah Joseph        | Carole              |
| Florence Roux       | Barbara             |
| Anthony Molina-Diaz | Brendeul            |
| Etienne Lejeune     | L'homme mystérieux  |
| Luc Van Grunderbeek | Capitaine Dodo      |
| Benoît Verhaert     | Gégé                |
| Zoé Coutentin       | Emeline Ouvre-porte |
| Mr. Grougniouf      | Mr. Grougniouf      |
| Mei Dumont          | Mei                 |

## Production
Boldiouk et Bradock est née à la suite d'un appel à projets pour la web-série lancée par la cellule Webcréation & Transmédia de la RTBF et à la suite duquel quatre pilotes ont été produits avec une enveloppe de 10 000 euros chacun. Les pilotes étaient ensuite soumis au vote du public qui pouvait décider de la série qui serait produite.
La saison 1 a été produite avec une enveloppe de 100 000 € et a pu bénéficier de la taxe shelter,.

## Récompenses
- Meilleure production – Apulia Web Fest 2019 (Italie)[10]
- Meilleure websérie international - Apulia Web Fest 2019 (Italie)[10]
- Meilleur personnages – Realist Web Fest 2019 (Russie)[11],[12],[13]
- Prix Betasérie – Comic Con 2019 (France)[14]
- Meilleure décoration – London Short Series Festival 2019 (Angleterre)[15]
- Meilleur montage – Bilbao Series Land 2019 (Espagne)[14]
- Meilleure websérie – Orlando Film Festival 2019 (USA)[14]
- Meilleur scénario – IOWF 2019 (Angleterre)[16],[17]
- Meilleure série étrangère – IOWF 2019 (Angleterre)[16],[17]